# Церква Святого Миколая (Уїзд)
Церква Святого Миколая (Уїзд) — дерев'яна церква в с. Уїзд Івано-Франківської області, Україна, пам'ятка архітектури національного значення.

## Історія
Церква датована 1775 роком, про що свідчить напис на надпоріжнику бабинця такого змісту: "Сооружися церков Божия Року 1775 місяця августа дня 18". У радянський період церква  охоронялась як пам'ятка архітектури Української РСР (№ 1191). В церкві вівтар був оновлений в 1827 році, її ремонтували в 1831 та 1864 році. У вівтарну частину церкви було прорізано двері (1970-ті роки. Її зачинили в 1963 році, а повторно відчинили в 1990 році. Церква використовується громадою Православної церкви України. В церкві служить о. Роман Токарик.

## Архітектура
Церква тризрубна з великим квадратним зрубом нави (фото [Архівовано 15 травня 2021 у Wayback Machine.]). Опасання розташоване на вінцях зрубів навколо церкви. Над квадратним зрубом нави розташована восьмигранна основа шатрової бані з двома заломами. Зруби нави і бабинця мають двоскатні дахи. Зруби бабинця і нави поєднані вирізом у формі арки, над якою розташовані хори. В храмі зберігся чотириярусний іконостас.

## Дзвіниця
До складу пам'ятки входить дерев'яна квадратна в плані дзвіниця, побідована в каркасний спосіб, датована 1735 роком.